# Sérigny (Vienne)
Sérigny é uma comuna francesa na região administrativa da Nova Aquitânia, no departamento de Vienne. Estende-se por uma área de 24,92 km². Em 2010 a comuna tinha 310 habitantes (densidade: 12,4 hab./km²).